# Bulbophyllum quadrifalciculatum
Bulbophyllum quadrifalciculatum là một loài phong lan thuộc chi Bulbophyllum.